# 玉兔螺
玉兔螺（学名：Calpurnus verrucosus），又名翁螺，是中腹足目海兔螺科玉兔螺属的一种。主要分布範圍北起日本，南至美拉尼西亚、斐济群岛、澳大利亚，以及科科斯群岛、印度、斯里兰卡、马达加斯加岛及東非的坦桑尼亚等地，属于暖海产。通常栖息于潮下带。该物种的模式产地在坦桑尼亚坦加。

## 亚种
- 乳白海兔螺（学名：Calpurnus lacteus semistriatus），又名半纹翁螺。